# 台湾矢竹
台湾矢竹（学名：Gelidocalamus kunishii）为禾本科井冈寒竹属下的一个种。

## 扩展阅读
- 維基物種上的相關：台湾矢竹